# Jerry West
Jerome Alan West, detto Jerry (Chelyan, 28 maggio 1938 – Los Angeles, 12 giugno 2024), è stato un cestista, allenatore di pallacanestro e dirigente sportivo statunitense, professionista nella NBA.
Ebbe una delle più brillanti carriere nel basket professionistico, prima come giocatore, poi in qualità di coach e quindi dirigente. Venne inserito nella Hall of Fame nel 1980 e la sua silhouette venne utilizzata dalla NBA per il proprio logo ufficiale, creato nel 1971 e tuttora utilizzato.
Già prima di entrare nel mondo professionistico si mise in mostra per le sue abilità, portando la West Virginia University alla finale del campionato NCAA 1959 dove vinse il titolo di MVP. Giocò anche, col titolo di co-capitanato condiviso con Oscar Robertson, nella nazionale USA campione alle Olimpiadi di Roma 1960.
Tra i vari soprannomi affibbiatigli vi furono The Logo, Mr. Clutch ("mister pressione", per la sua freddezza e la capacità di segnare nelle situazioni decisive delle gare) e Zeke from Cabin Creek, datogli dal compagno di squadra Elgin Baylor ma non particolarmente apprezzato da West. Un altro soprannome con cui divenne conosciuto fu Mr. Outside, per la capacità sua e del compagno Baylor (chiamato invece "Mr. Inside") di segnare praticamente da qualsiasi zona del campo. 
Il 26 novembre 2005 il suo numero 44 divenne il primo numero di maglia ritirato dalla West Virginia University per poi venire ritirato anche dalla squadra a cui il suo nome fu indissolubilmente legato, i Los Angeles Lakers. Suo figlio Jonnie firmò con la WVU nel 2006.

## Carriera

### High school e college
Jerry West frequentò la West Virginia High School dal 1952 al 1956. Fu nominato All-State dal 1953 al 1956 e All-American nel 1956, quando vinse anche il West Virginia Player of the Year, dopo essere diventato il primo giocatore della High School a segnare più di 900 punti in una stagione (32,2 di media a partita, nel 1956). Condusse anche la East Bank alla finale statale nello stesso anno. Grazie al suo fenomenale campionato, la scuola dell'East Bank prese a cambiare il suo nome ogni anno, nello stesso giorno, in West Bank in suo onore.
West giocò nella West Virginia University Mountaineers, a Morgantown, dal 1956 al 1960. Durante gli anni del college, fu inserito nell'All-Southern Conference (1958-1960), nell'All-American Second Team (1958), e nel The Sporting News All-America First Team (1959-60). Nella sua carriera alla WVU firmò 24,8 punti e 13,3 rimbalzi a partita.
In aggiunta ai giochi Olimpici, vinse una medaglia d'oro ai Giochi panamericani nel 1959.

### NBA

#### Los Angeles Lakers (1960-1974)

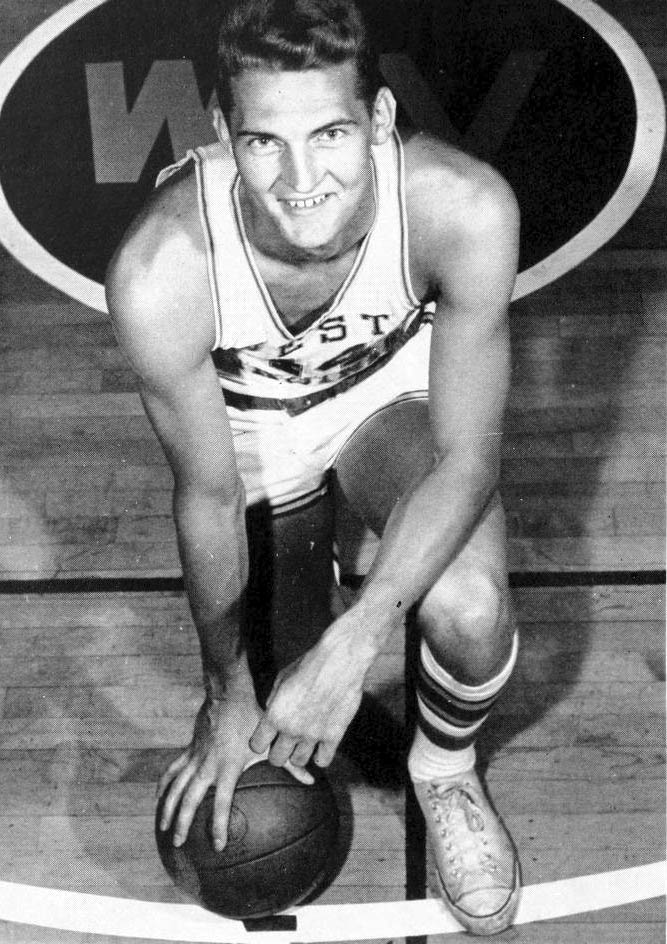
West con la maglia di West Virginia

Dichiaratosi eleggibile per il draft NBA del 1960, West venne selezionato dai Minneapolis Lakers, poche settimane prima che il proprietario della squadra, Bob Short, decise di spostare la franchigia a Los Angeles. West legò tutta la sua carriera ai giallo-viola, fino al ritiro nel 1974. Nonostante fosse stato il compagno di squadra dell'Hall Of Fame scorer Elgin Baylor per molti anni, West realizzò comunque più di 30 punti a partita in quattro diverse stagioni e comandato la classifica marcatori nel 1969-70. Eccellente playmaker, West fu il miglior assist-man della lega nel 1971-72. Nonostante le palle rubate non fossero contate dalla Nba fino all'ultima stagione di West, a trentacinque anni Mr. Clutch divenne il primo giocatore a far registrare 10 recuperi in una sola partita, ancora oggi record della franchigia dei Lakers. Il giorno del suo ritiro, West collezionò 25.192 punti, 27,0 di media a partita, e siglato 7.160 tiri liberi e 6.238 assist.
West venne inserito nell'NBA All-Defensive First Team quattro volte (l'NBA All-Defensive First Team non esisteva ancora prima della nona stagione da professionista di West), dieci nell'All-NBA First Team e tredici volte nell'All-Star team. Vinse l'MVP all'All-Star Game nel 1972. È l'unico giocatore nella storia ad aver vinto il titolo di MVP delle finali nonostante fosse schierato nella formazione perdente: accadde nel 1969 contro Boston, nel primo anno in cui fu assegnato il riconoscimento. Nel 1980 fu inserito nell'NBA's 35th Anniversary All-Time Team. Il logo della NBA sulle maglie dei giocatori porta la sua inconfondibile sagoma.
Considerato come uno dei più abili tiratori nella storia della NBA, West siglò 29.1 punti a partita in 153 gare di playoff, con 40.6 di media nelle undici partite disputate nel 1965, e realizzò uno dei tiri più famosi della storia della NBA, da una distanza di sessanta piedi sul filo della sirena, nella finale del 1970 contro i New York Knicks, durante i supplementari. I Lakers persero sia la gara che la finale. West giocò nove finali NBA, vincendo un solo titolo nel 1971-72, mettendo fine alla più lunga serie di sconfitte nelle finals della storia dello sport moderno, nella stessa stagione nella quale i Lakers stabilirono un record nello sport nordamericano moderno con 33 vittorie consecutive. Due anni dopo l'impresa, West si ritirò, diventando coach dei Lakers e trascinando la franchigia ai play-off in tre stagioni dal 1976 al 1979, diventando poi dirigente del club in diverse posizioni.

### Dirigente

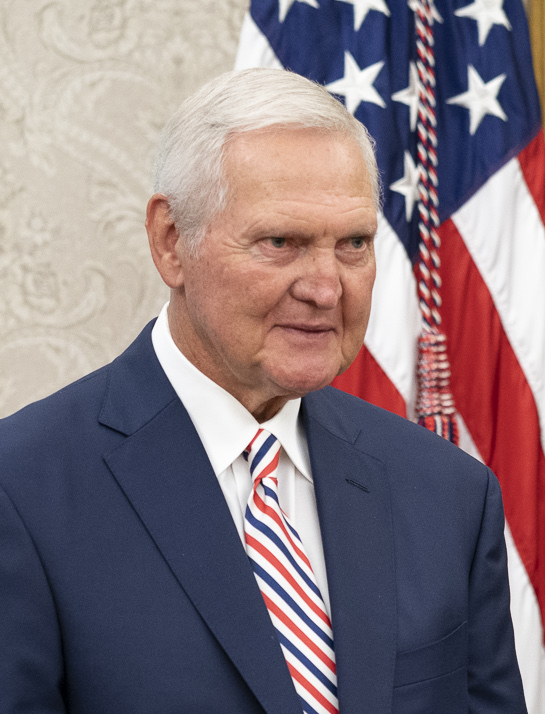
Jerry West alla Casa Bianca nel 2019

Nel 1982 Jerry West fu nominato general manager dei Lakers e attraverso ottimi scambi e chiamate al Draft mantenne i Lakers nell'élite della NBA per la restante decade. La squadra di quegli anni fu costruita attorno alla base costituita da Magic Johnson, Kareem Abdul-Jabbar e James Worthy e vinse quattro campionati nel 1982, 1985, 1987 e 1988, diventando la prima squadra a vincere per due anni di fila il titolo dai tempi della dinastia dei Boston Celtics negli anni Sessanta, quando i biancoverdi vinsero nel 1968 e 1969.
Dopo una fase negativa all'inizio degli anni Novanta, West vinse l'NBA Executive of the Year Award nel 1995, quando i suoi Lakers ottennero l'accesso ai play-off. West ebbe il merito di prendere Kobe Bryant e firmare il free agent Shaquille O'Neal. I due trascinarono la squadra alla vittoria di tre titoli NBA.
Nel 2002 i Memphis Grizzlies lo assunsero in qualità di direttore generale. West ricostruì quello che fu, fino a quel momento, uno dei peggiori team della NBA. Nel 2004 i Grizzlies toccarono le 50 vittorie per la prima volta nella loro storia e West fu nominato NBA Executive of the Year per la seconda volta.

## Statistiche
| † | Denota le stagioni in cui West ha vinto il titolo |
| * | Primo nella lega                                  |

### NBA

#### Regular season
| Anno       | Squadra     | PG  | PT | MP   | TC%  | 3P% | TL%  | RP  | AP   | PRP | SP  | PP    |
| ---------- | ----------- | --- | -- | ---- | ---- | --- | ---- | --- | ---- | --- | --- | ----- |
| 1960-1961  | L.A. Lakers | 79* | –  | 35,4 | 41,9 | –   | 66,6 | 7,7 | 4,2  | –   | –   | 17,6  |
| 1961-1962  | L.A. Lakers | 75  | –  | 41,2 | 44,5 | –   | 76,9 | 7,9 | 5,4  | –   | –   | 30,8  |
| 1962-1963  | L.A. Lakers | 55  | –  | 39,3 | 46,1 | –   | 77,8 | 7,0 | 5,6  | –   | –   | 27,1  |
| 1963-1964  | L.A. Lakers | 72  | –  | 40,4 | 48,4 | –   | 83,2 | 6,0 | 5,6  | –   | –   | 28,7  |
| 1964-1965  | L.A. Lakers | 74  | –  | 41,4 | 49,7 | –   | 82,1 | 6,0 | 4,9  | –   | –   | 31,0  |
| 1965-1966  | L.A. Lakers | 79  | –  | 40,7 | 47,3 | –   | 86,0 | 7,1 | 6,1  | –   | –   | 31,3  |
| 1966-1967  | L.A. Lakers | 66  | –  | 40,5 | 46,4 | –   | 87,8 | 5,9 | 6,8  | –   | –   | 28,7  |
| 1967-1968  | L.A. Lakers | 51  | –  | 37,6 | 51,4 | –   | 81,1 | 5,8 | 6,1  | –   | –   | 26,3  |
| 1968-1969  | L.A. Lakers | 61  | –  | 39,2 | 47,1 | –   | 82,1 | 4,3 | 6,9  | –   | –   | 25,9  |
| 1969-1970  | L.A. Lakers | 74  | –  | 42,0 | 49,7 | –   | 82,4 | 4,6 | 7,5  | –   | –   | 31,2* |
| 1970-1971  | L.A. Lakers | 69  | –  | 41,2 | 49,4 | –   | 83,2 | 4,6 | 9,5  | –   | –   | 26,9  |
| 1971-1972† | L.A. Lakers | 77  | –  | 38,6 | 47,7 | –   | 81,4 | 4,2 | 9,7* | –   | –   | 25,8  |
| 1972-1973  | L.A. Lakers | 69  | –  | 35,7 | 47,9 | –   | 80,5 | 4,2 | 8,8  | –   | –   | 22,8  |
| 1973-1974  | L.A. Lakers | 31  | –  | 31,2 | 44,7 | –   | 83,3 | 3,7 | 6,6  | 2,6 | 0,7 | 20,3  |
| Carriera   | Carriera    | 932 | –  | 39,2 | 47,4 | –   | 81,4 | 5,8 | 6,7  | 2,6 | 0,7 | 27,0  |
| All-Star   | All-Star    | 12  | 11 | 28,4 | 45,3 | –   | 72,0 | 3,9 | 4,6  | –   | –   | 13,3  |

#### Play-off
| Anno     | Squadra     | PG  | PT | MP   | TC%  | 3P% | TL%  | RP  | AP   | PRP | SP  | PP    |
| -------- | ----------- | --- | -- | ---- | ---- | --- | ---- | --- | ---- | --- | --- | ----- |
| 1961     | L.A. Lakers | 12* | –  | 38,4 | 49,0 | –   | 72,6 | 8,7 | 5,3  | –   | –   | 22,9  |
| 1962     | L.A. Lakers | 13  | –  | 42,8 | 46,5 | –   | 80,7 | 6,8 | 4,4  | –   | –   | 31,5  |
| 1963     | L.A. Lakers | 13* | –  | 41,4 | 50,3 | –   | 74,0 | 8,2 | 4,7  | –   | –   | 27,8  |
| 1964     | L.A. Lakers | 5   | –  | 41,2 | 49,6 | –   | 79,2 | 7,2 | 3,4  | –   | –   | 31,2  |
| 1965     | L.A. Lakers | 11  | –  | 42,7 | 44,2 | –   | 89,0 | 5,7 | 5,3  | –   | –   | 40,6* |
| 1966     | L.A. Lakers | 14  | –  | 44,2 | 51,8 | –   | 87,2 | 6,3 | 5,6  | –   | –   | 34,2* |
| 1967     | L.A. Lakers | 1   | –  | 1,0  | –    | –   | –    | 1,0 | 0,0  | –   | –   | 0,0   |
| 1968     | L.A. Lakers | 15  | –  | 41,5 | 52,7 | –   | 78,1 | 5,4 | 5,5  | –   | –   | 30,8* |
| 1969     | L.A. Lakers | 18* | –  | 42,1 | 46,3 | –   | 80,4 | 3,9 | 7,5  | –   | –   | 30,9* |
| 1970     | L.A. Lakers | 18  | –  | 46,1 | 46,9 | –   | 80,2 | 3,7 | 8,4* | –   | –   | 31,2  |
| 1972†    | L.A. Lakers | 15  | –  | 40,5 | 37,6 | –   | 83,0 | 4,9 | 8,9* | –   | –   | 22,9  |
| 1973     | L.A. Lakers | 17* | –  | 37,5 | 44,9 | –   | 78,0 | 4,5 | 7,8* | –   | –   | 23,6  |
| 1974     | L.A. Lakers | 1   | –  | 14,0 | 22,2 | –   | –    | 2,0 | 1,0  | 0,0 | 0,0 | 4,0   |
| Carriera | Carriera    | 153 | –  | 41,3 | 46,9 | –   | 80,5 | 5,6 | 6,3  | 0,0 | 0,0 | 29,1  |

## Palmarès

### Club
- Campionato NBA: 1

Los Angeles Lakers: 1972
- La maglia n.44 è stata ritirata dai Los Angeles Lakers e dalla West Virginia University

### Nazionale
- Oro olimpico: 1

Roma 1960
- Giochi panamericani: 1

Chicago 1959

### Individuale (Giocatore)

#### NCAA
- MVP delle Final Four: 1959
- Southern Conference Men's Basketball Player of the Year: 1959, 1960
- All-American First Team: 1959, 1960

#### NBA
- MVP delle finali: 1969
- MVP dell'All-Star Game: 1972
- Miglior marcatore della stagione: 1970
- Miglior assistman della stagione: 1972
- Partecipazioni all'NBA All-Star Game: 14

1961, 1962, 1963, 1964, 1965, 1966, 1967, 1968, 1969, 1970, 1971, 1972, 1973, 1974
- Squadre All-NBA: 12

First Team: 1962, 1963, 1964, 1965, 1966, 1967, 1970, 1971, 1972, 1973
Second Team: 1968, 1969
- Squadre All-Defensive: 5

First Team: 1970, 1971, 1972, 1973
Second Team:1969
- Maggior numero di tiri liberi segnati di sempre in una singola stagione in NBA (1965-1966) (840)
- Trentunesimo miglior marcatore di sempre sommando ABA e NBA
- Ventisettesimo miglior marcatore di sempre NBA
- Trentasettesimo per numero di assist di sempre NBA

#### Nazionale
- FIBA World Cup All-Tournament Teams: 1

1959

#### Hall of Fame
- Inserito nella Basketball Hall of Fame nel 1980
- Incluso tra gli 11 migliori giocatori nel trentacinquesimo anniversario della NBA
- Inserito tra i 50 migliori giocatori del cinquantenario della NBA
- Inserito nel NBA 75th Anniversary Team

### Individuale (Dirigente)

#### Club
- Campionato NBA: 7

Los Angeles Lakers: 1982, 1985, 1987, 1988, 2000, 2001, 2002

#### NBA
- Dirigente dell'anno: 2

1995, 2004